# Kung Fu Master
Kung Fu Master (oryg. tytuł Xun zhao Cheng Long, 寻找成龙) – chiński film akcji z 2009 roku w reżyserii Fang Ganglianga i Jiang Pinga.
W 2009 roku Yihong Jiang została nominowana do nagrody Golden Rooster w kategorii Best Supporting Actress.

## Obsada
Źródło: Filmweb

- Jackie Chan – Jackie Chan
- Zhang Yishan – Zhang Yishan
- Jiang Yihong – policjantka
- Wang Xuebing  – taksówkarz
- Zhang Shan – policjant
- Zhang Yibai  – reżyser
- Zhu Xijuan – babcia Zhanga
- Lou Jiawei
- Pan Yueming
- Shi Xiaoman
- Tan Qinwen
- Tao Yuling
- Yan Bingyan
- Yuen Wah
- Yuen Qiu
- Zhang Yongshou – dziadek
- Zhou Xiaobin  – stróż